# Dasyhelea subscutellata
Dasyhelea subscutellata är en tvåvingeart som beskrevs av Tokunaga 1940. Dasyhelea subscutellata ingår i släktet Dasyhelea och familjen svidknott. Inga underarter finns listade i Catalogue of Life.